# گویش اینتملیو
اینتملیو زبانی ست تاریخی که حدود ده هزار نفر در شاهزاده‌نشین موناکو و استان ایمپریا در ایتالیا بدان سخن میگویند.تخمین زده میشود حدود چهل هزار تن در جهان قادر به تکلم به این زبان میباشند.این زبان را گویشی از زبان لیگوری دانسته اند..